# Пожиратель детей
Фонтан «Пожиратель детей» (нем. Kindlifresserbrunnen) на площади Корнхаусплац (Kornhausplatz — «Площадь зернохранилища») в Берне. Один из самых знаменитых бернских фонтанов XVI века.

## История
Фонтан был построен в 1545—1546 годах Гансом Гиенгом на месте деревянного фонтана XV века. Сначала фонтан носил имя Платцбруннен (Platzbrunnen — «Фонтан на площади»), а в 1666 году впервые упоминается текущее название. Kindli — это уменьшительно-ласкательное от немецкого слова Kind, означающего «ребенок». Поэтому буквальный перевод названия Kindlifresserbrunnen будет «Фонтан Пожирателя маленьких детей».
Скульптура фонтана — это сидящий людоед, пожирающий маленького голого ребёнка. Рядом с ним находится сумка с ещё несколькими детьми.

### Версии

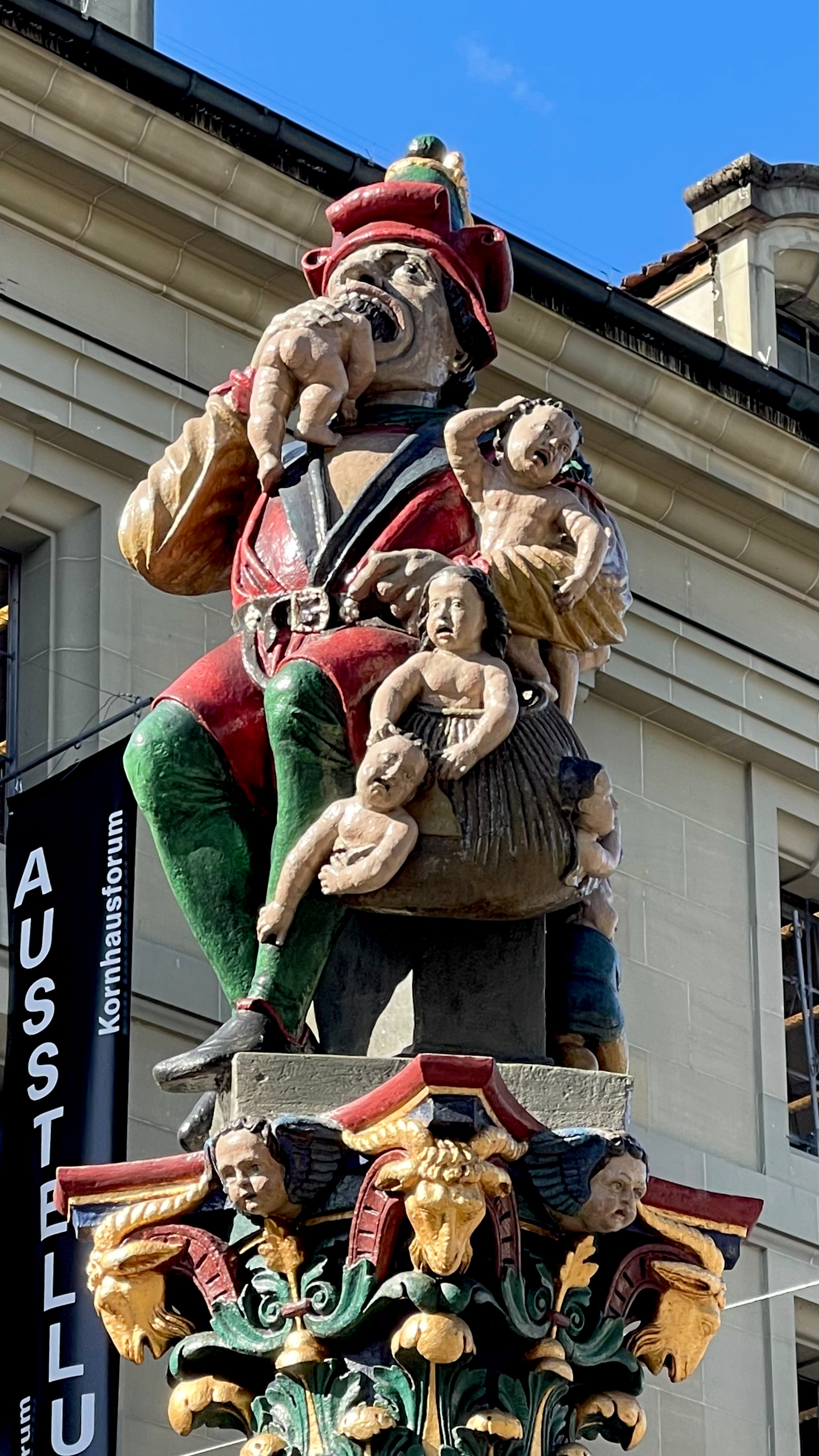

- Поскольку людоед носит остроконечную шляпу, похожую на еврейскую национальную шляпу[3] того времени, было высказано[4] предположение о том, что людоед изображает еврея, как выражение Кровавого навета на евреев.
- Другая теория заключается в том, что статуя похожа на Крампуса, звероподобное существо из фольклора альпийских стран, которое, как считается, наказывало детей, во время Рождества, которые плохо себя вели.
- Согласно другим теориям, это изображение греческого бога Кроноса, который ест своих детей, или римского Сатурна, который ест месяцы.
  - Но в этом случае у Кроноса должно было быть шесть, а у Сатурна двенадцать, а не восемь скульптур[5].
- Другая теория говорит о том, фонтан служил предупреждением для детей, чтобы те были аккуратны и не попались в медвежью яму.
- Ещё одна теория состоит в том, что фонтан представлял собой кардинала Маттеуса Шиннера, который привел Швейцарскую Конфедерацию к нескольким кровавым поражениям в северной Италии. Альтернативная теория состоит в том, что это изображение старшего брата герцога Бертольда V Церингенского (основателя Берна), который, как утверждается, был настолько взволнован тем, что его младший брат затмил его, что он собрал и съел детей города[6].
- Последняя теория заключается в том, что это всего лишь карнавальный персонаж, предназначенный для того, чтобы напугать непослушных детей.

Вокруг основания фонтана проходит фриз, на котором изображены вооруженные медведи, идущие на войну, в том числе Волынщик и Барабанщик. Фриз, возможно, был разработан Гансом Рудольфом Мануэлем Дойчем.
Фонтан «Пожиратель детей» играл важную роль в романе L’Оgrе («Людоед») Жака Шессе.

## Реставрация
В 2007 году статую снимали с постамента и полностью реставрировали. В прессе долго муссировали факт, что на эти работы потребовалось 500 000 франков.